# Strawberry Wine
«Strawberry Wine» (рус. Клубничное вино) — дебютная песня американской кантри-певицы Дины Картер, вышедшая 5 августа 1996 года в качестве первого сингла с её дебютного мультиплатинового студийного альбома Did I Shave My Legs for This? (1996). Авторами песни выступили Matraca Berg, Gary Harrison.
Песня стала № 1 в кантри-чартах Канады и США и получила множество номинаций и наград, включая CMA Awards, Nashville Songwriters Association International (Song of the Year), и номинации Академии кантри-музыки ACM Awards в престижной категории «Лучший сингл года» (Single of the Year), Country Music Radio Awards и 2 номинации на Грэмми-1997.
В 2024 году Rolling Stone поместил песню на 141-е место в своем рейтинге 200 величайших кантри-песен всех времён.

## Награды и номинации
Источник:
| Награда    | Категория                                    | Результат |
| ---------- | -------------------------------------------- | --------- |
| Грэмми     | Лучшая кантри-песня                          | Номинация |
| Грэмми     | Лучший женский кантри-вокал                  | Номинация |
| ACM Awards | Сингл года (Single Record of the Year)       | Номинация |
| ACM Awards | Лучшая вокалистка года (Top Female Vocalist) | Номинация |
| ACM Awards | Песня года (Song of the Year)                | Номинация |
| CMA Awards | Песня года (Song of the Year)                | Победа    |
| CMA Awards | Сингл года (Single of the Year)              | Победа    |
| CMA Awards | Видеоклип года (Music Video of the Year)     | Номинация |

## Чарты

### Еженедельные чарты
| Чарт (1996)                        | Высшая позиция |
| ---------------------------------- | -------------- |
| Канада Canada Country Tracks (RPM) | 1              |
| США (Billboard Hot 100)            | 65             |
| США (Billboard Hot Country Songs)  | 1              |

### Итоговые годовые чарты
| Чарт (1996)                 | Позиция |
| --------------------------- | ------- |
| Canada Country Tracks (RPM) | 35      |

## Сертификации
| Регион                                                                      | Сертификация  | Продажи   |
| --------------------------------------------------------------------------- | ------------- | --------- |
| США (RIAA)                                                                  | 2× Платиновый | 2 000 000 |
| Данные о продажах + прослушиваниях приведены только на основе сертификации. |               |           |